# آبوت (مین)
ابوت، ماین (به انگلیسی: Abbot, Maine) در ایالات متحده آمریکا با جمعیت ۷۱۴ نفر است که در ایالت مین واقع شده‌است.